# ترو، فرانسه
ترو، فرانسه (به فرانسوی: Trévé) یک کمون در فرانسه است که در Canton of Loudéac واقع شده‌است.

## خصوصیات
ترو ۲۶٫۶۳ کیلومترمربع مساحت و ۱٬۴۹۴ نفر جمعیت دارد.